# Тихуана
Тихуана (на испански: Tijuana) е главният и най-голям град в мексиканския щат Долна Калифорния. Тихуана е най-западният град на Латинска Америка. Населението на Тихуана е 1 410 700 жители (2005). Тихуана е разположен на Границата между САЩ и Мексико на юг от американския град Сан Диего в щата Калифорния. Около 300 000 души пресичат границата между Сан Диего и Тихуана всеки ден.